# Libertas Firenze
PG Libertas Firenze is een Italiaanse voetbalclub uit Florence.

## Geschiedenis
De club begon als sportclub in 1877 en richtte in 1912 een voetbalafdeling op. In 1913/14 nam de club deel aan het Italiaans kampioenschap en werd vierde op acht clubs. De club bleef in de middenmoot en degradeerde begin jaren twintig. In 1926 fuseerde de club onder druk van het fascistische regime met CS Firenze om zo de nieuwe topclub AC Fiorentina te vormen. De reden hiervoor was dat men één grote club per stad wilde hebben. Ook in Rome en Napels moesten clubs gedwongen fuseren.
De club bleef wel actief in andere sporttakken.